# Окмазов, Зайнудин Дадабегович
Зайнудин Дадабегович Окмазов (10 октября 1952, Буртунай, Казбековский район, Дагестанская АССР, РСФСР, СССР) — российский политик, с 2015 по 2020 годы глава города Хасавюрт.

## Биография
Родился 10 октября 1952 года в селе Буртунай Казбековского района Дагестанской АССР. По национальности — аварец.
В 1975 году окончил филологический факультет Дагестанского государственного университета. С 1995 по 1999 год был депутатом Народного Собрания Республики Дагестан.
22 октября 2015 года решением № 31/1 Собрания депутатов городского округа «город Хасавюрт» был избран Главой городского округа «Хасавюрт». 7 августа 2020 года покинул должность Главы города Хасавюрт по собственному желанию.
Женат, имеет двух детей.

## Трудовая деятельность
- 10.1975 — 01.1980 — заведующий орготделом, второй секретарь Казбековского райкома ВЛКСМ;
- 01.1980 — 10.1985 — инструктор, заведующий сектором учёта Дагестанского Обкома комсомола;
- 10.1985 — 10.1986 — советник ЦК ВЛКСМ в Афганистане;
- 10.1986 — 08.1987 — заведующий сектором Обкома ВЛКСМ;
- 08.1987 — 09.1988 — секретарь парткома МХП «Цунтинское»;
- 09.1988 — 10.1991 — заведующий сектором Обкома ВЛКСМ;
- 10.1991 — 02.2000 — директор молодёжного объединения «Ватан»;
- 02.2000 — 02.2003 — директор ООО «Авиагаз»;
- 02.2003 — 05.2007 — директор ООО «Автогаз»;
- 05.2007 — 06.2009 — заместитель главы МО «Казбековский район»;
- 07.2009 — 08.2015 — директор ООО «Агрегат К»;
- 08.2015 — 10.2015 — заместитель директора ООО «Авиаагрегат»;
- 22.10.2015 — 07.08.2020 — глава городского округа «город Хасавюрт».